# Мама Кока
Мама Кока — у деяких версіях легенд про походження імперії інків була головною дружиною Сінчі Рока, другого інки, сина засновників імперії Манко Капака та Мами Окло.
Коли мама Кока померла, Сінчі Рока «…наказав побудувати їй уаку і постійно приносити в ній жертви з крові та чичі, поки одного разу не проріс кущ, листя якого Інка взяв і весь час тримав у роті, вірячи, що таким чином він контактує з померлою жінкою. З його плодів він наказав посіяти чагру, листя якої носив у вовняній джигрі, щоб жувати і давати тим, хто відзначився на його службі, яким він також міг дозволити посіяти її. Коли він помер, його поховали в тій самій хуаці, а його наступники протягом століть підтримували традицію жування і дарування коки, таким чином розширюючи її вирощування, але завжди серед наближених до інків, зберігаючи заборону на її використання для простого народу».
Її також асоціюють із хтивістю, оскільки кажуть, що вона була розпусною жінкою, яку розірвали навпіл її коханці, а з її тіла виріс кокаїновий кущ.